# Telje–Torp–Aasen Arkitektkontor

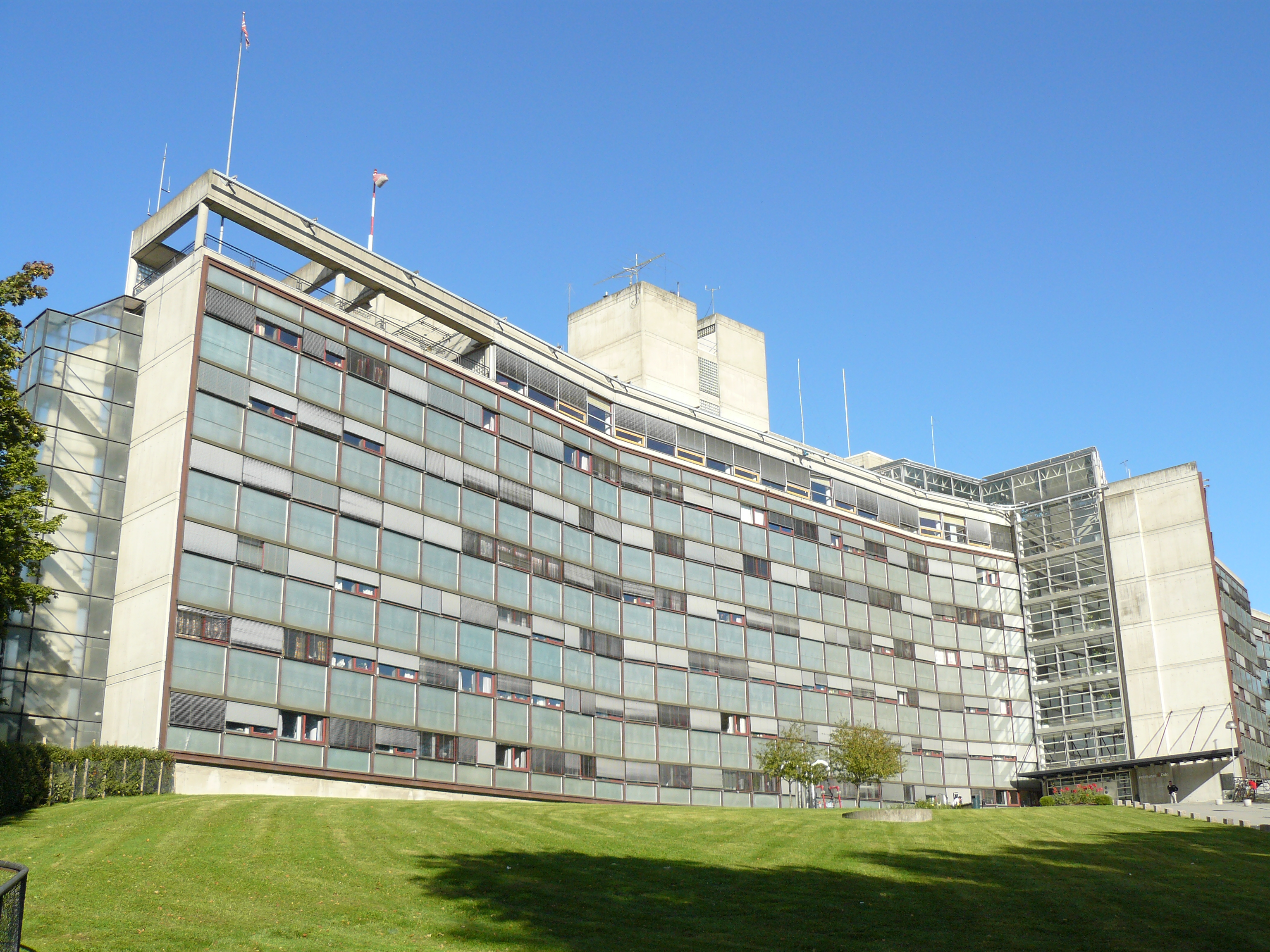
Osloer Polizeigebäude, Foto von Chell Hill

Telje–Torp–Aasen Arkitektkontor (gegründet 1964; eingestellt 2007) ist ein ehemaliges norwegisches Architekturbüro in Oslo. Die Gründer waren Are Telje (* 1936), Fredrik Torp (* 1937) und Knut Aasen (1936–1996).

## Geschichte
Die Firmengründung erfolgte 1964, nachdem die jungen Architekten Telje, Torp und Aasen den 1. Preis im Architekturwettbewerb für das neue Rathaus in Mo i Rana gewonnen hatten. In den 1970er Jahren spielte das Telje-Torp-Aasen Arkitektkontor eine bedeutende Rolle in Norwegen und gewann zahlreiche Preise. Ausgezeichnete Projekte waren das Gesundheitssportzentrum in Beitostølen und das Osloer Polizeigebäude.
Als der letzte der drei ursprünglichen Partner 2007 in den Ruhestand ging, änderte das Büro seinen Namen in LMR arkitektur. Die Besitzer sind seitdem die ehemaligen Mitarbeiter Torstein Lømo, Jan Arnfinn Mork und Kay Erik Rosted.

## Auszeichnungen
Das Architekturbüro gewann 1995 den Wettbewerb für die Gestaltung eines Museums- und Galeriebereichs in Tullinløkka in Oslo. Telje–Torp–Aasen wurden in mindestens 79 Architekturwettbewerben ausgezeichnet, 33 davon waren erste Preise.
Lange nach dem Tod von Knut Aasen erhielten Telje und Torp 2005 die goldene Kongens fortjenstmedalje (Verdienstmedaille des Königs), eine der wichtigsten nationalen Auszeichnungen.

## Projekte und Auszeichnungen (Auswahl)
Die wichtigsten Projekte von Telje–Torp–Aasen Arkitektkontor liegen in Oslo, sofern nicht anders angegeben, und sind in der Reihenfolge ihrer Fertigstellung angegeben:
- 1971: Gesundheitssportzentrum Beitostølen in Østre Slidre. 1971: Houens fonds diplom
- 1974: Wohngebiet Svendstuen mit 23 hölzernen Einfamilienhäusern in Kristianiasvingen 2–46
- 1974: Boligfelt, Atriumhaus. 1975: Sundts premie
- 1978: Osloer Polizeigebäude, Grønlandsleiret 44. 1983: Houens fonds diplom, 1985: Betongtavlen (Betonplatte)
- 1983: Casinetto, Wohnblöcke in Øvre Skøyen, westlich von Oslo
- 1983: Konferenz- und Bildungszentrum Soria Moria
- 1984: Erweiterung einer Villa, Professor Dahls gate 37
- 1984: Regulierungsplan für Aker Brygge
- 1986: Bahnhofsgebäude in Aker Brygge, Stranden 1
- 1991: Fyrstikktorget, Umbau/Neubau der Tændstikfabrik in Nittedal
- 1991: Kristian Augusts gate 7b. 1990: Sundts premie
- 1991: Polizeistation Stovner, Aasta Hansteens vei 10
- 1992: Polizeistation Fredrikstad
- 1994: Helga-Engs-Haus der Universität Oslo (Blindern)
- 1996: Umgestaltung der Mälzerei in Maridalsveien 3 in ein Antiquitätengeschäft
- 1998: Georg-Sverdrup-Haus, Universitätsbibliothek Oslo (Blindern)
- 1999: Stadtarchiv Oslo
- 2002: Umbau des Nordnorsk Kunstmuseum, Tromsø
- 2002: Staatsarchiv Tromsø
- 2003: Studentendorf Bjølsen, Moldegata 17
- 2004: Plan für die Stadtentwicklung von Setermoen in der Gemeinde Bardu
- 2005: Umbau der Vestbanestasjonen in Oslo zum Nobel-Friedenszentrum
- 2005: Umbau der Villa Grande zum Holocaust-Zentrum
- 2005: Teorifagbygget (Vorlesungsgebäude), Universität Tromsø
- 2007: Neues Zentralgefängnis
- 2008: Büro- und Bildungszentrum der NATO in Stavanger[3]

## Galerie

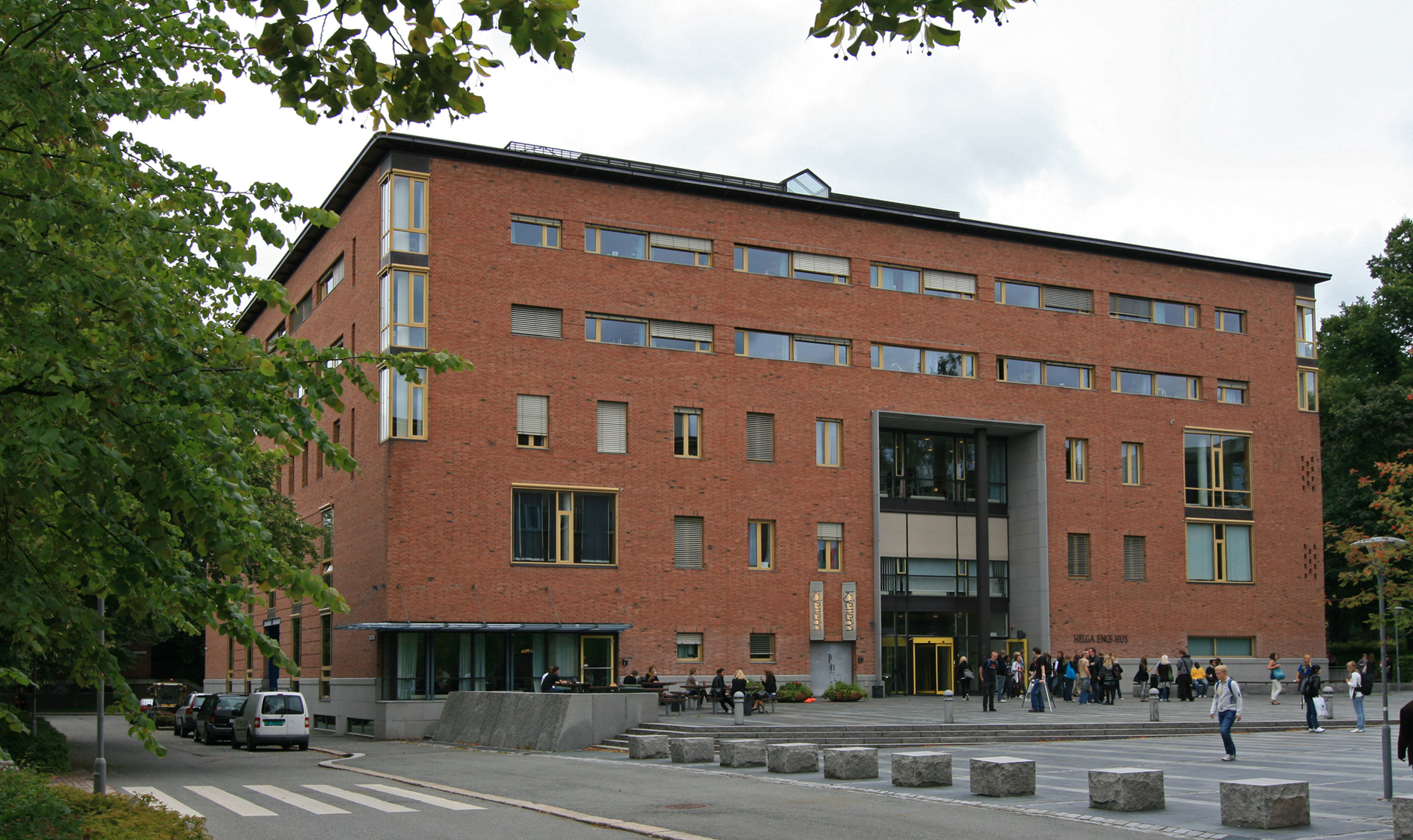
Helga-Eng-Haus der Universität Oslo
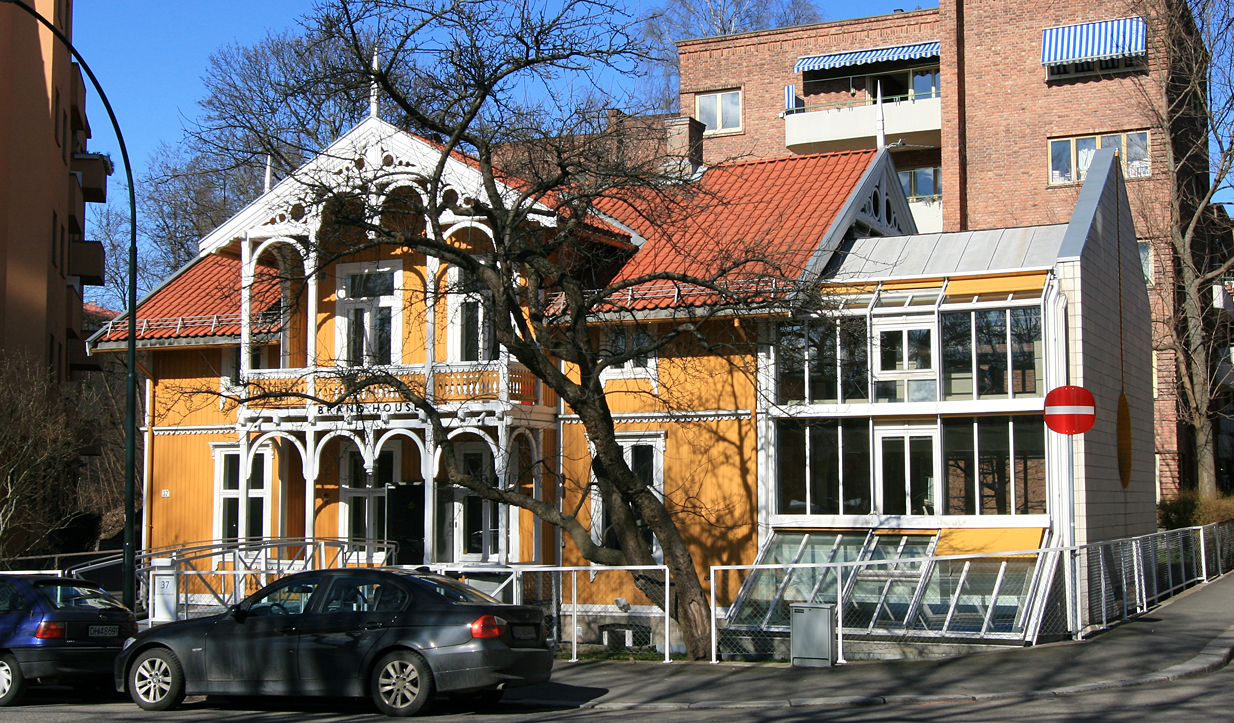
Professor Dahls gate 37
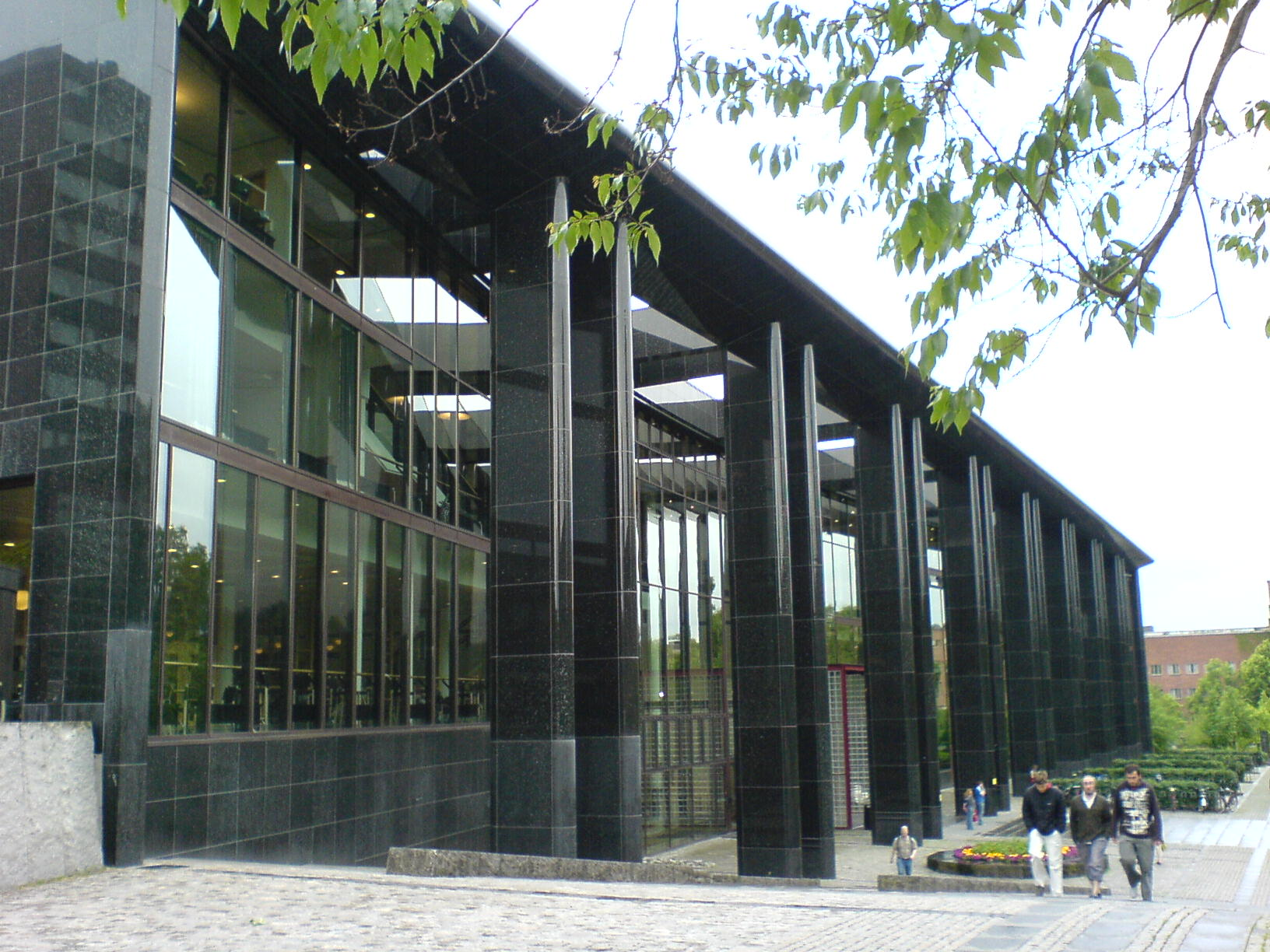
Universitätsbibliothek Oslo
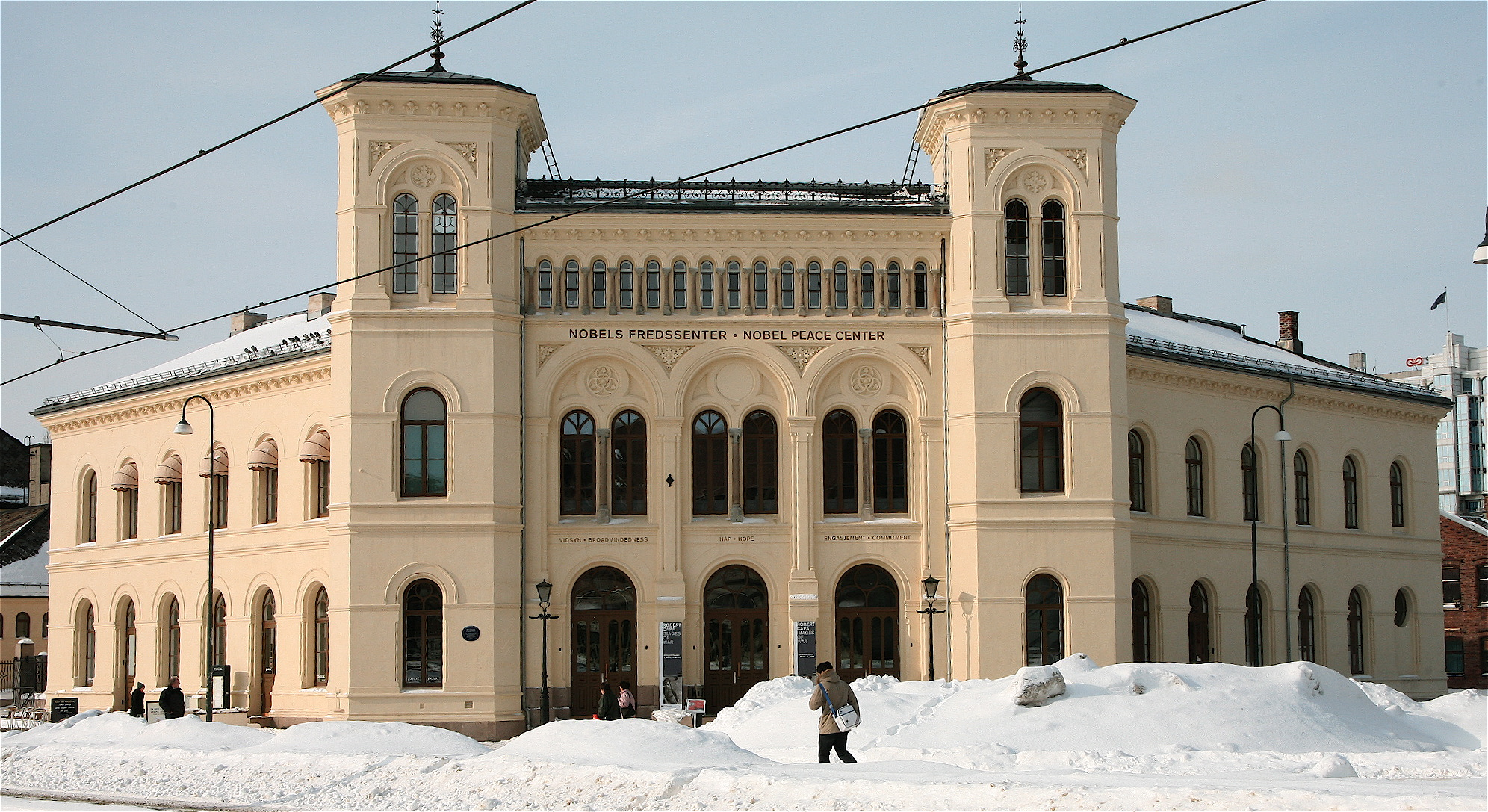
Vestbanen (Westbahnhof Oslo)
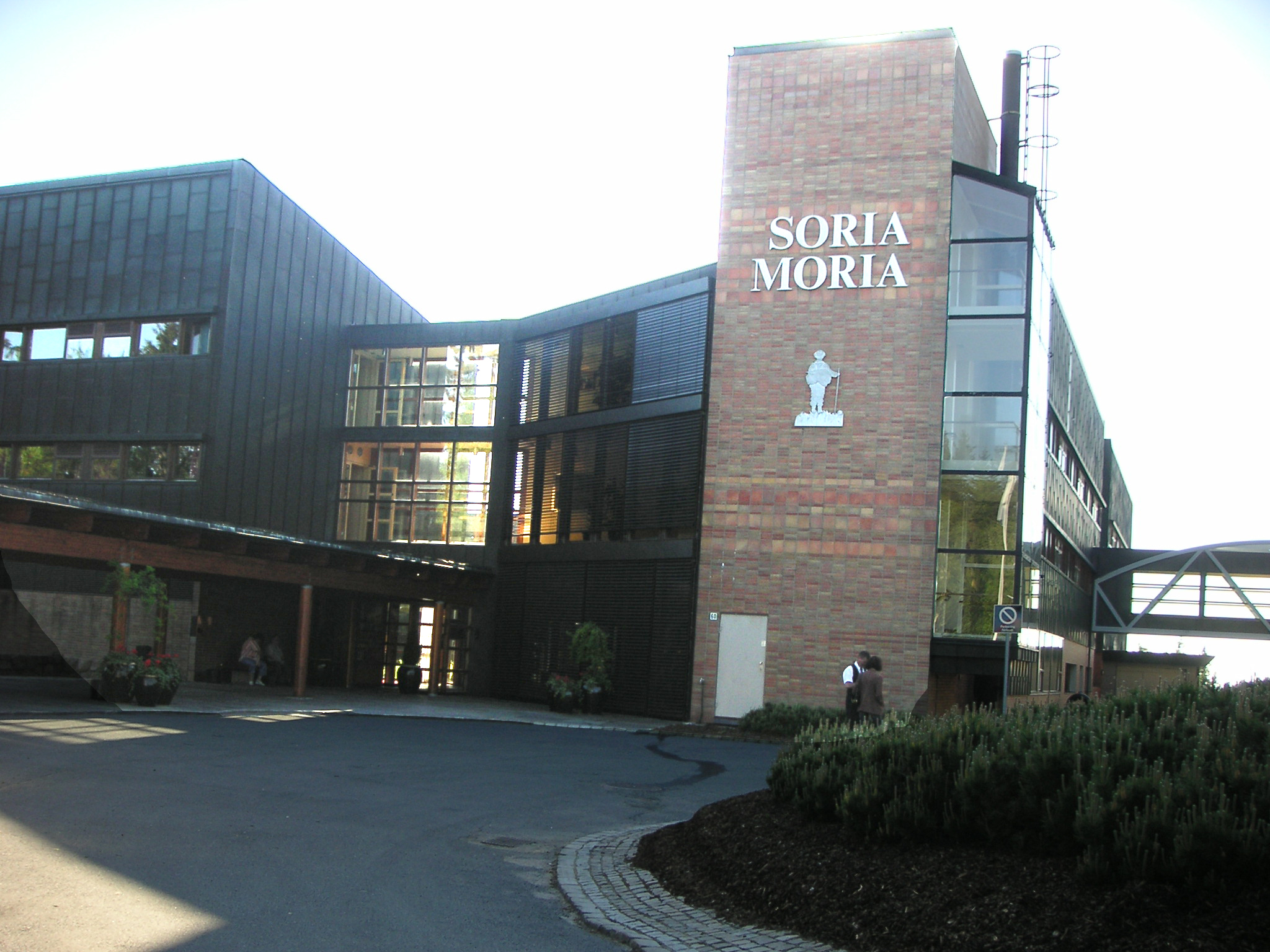
Kultur- und Konzertzentrum Soria Moria
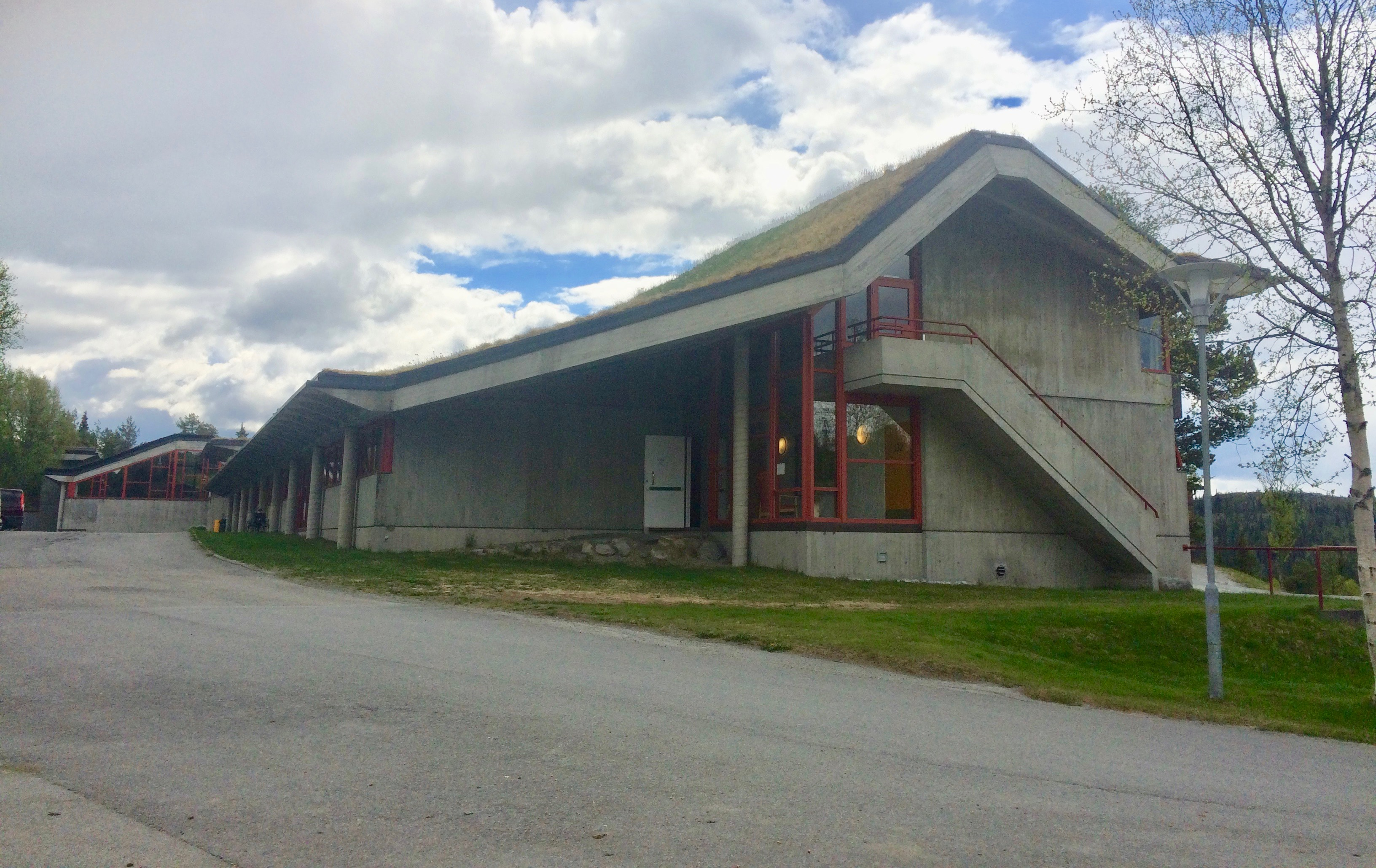
Gesundheitssportzentrum Beitostølen
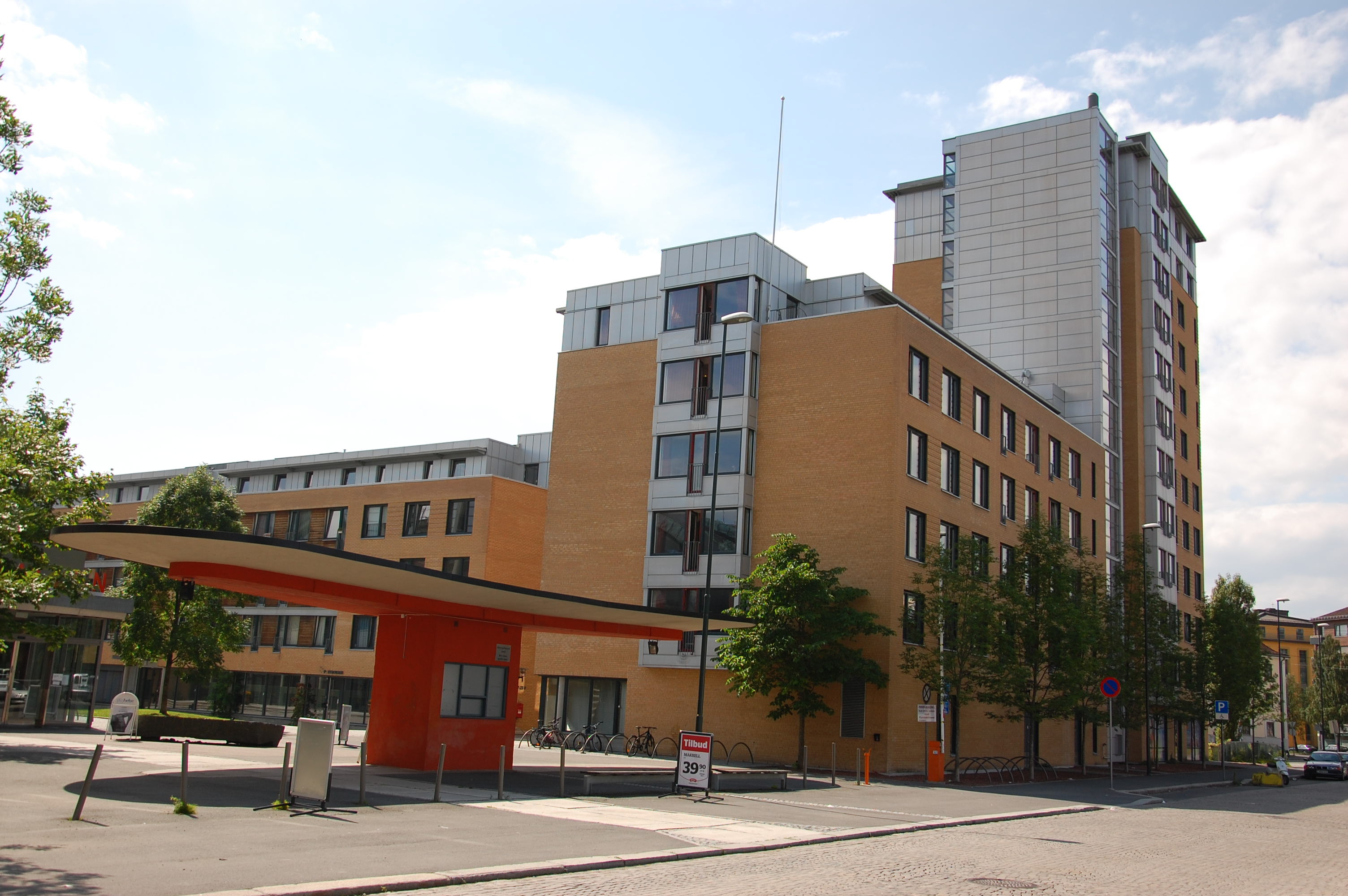
Studentendorf Bjølsen
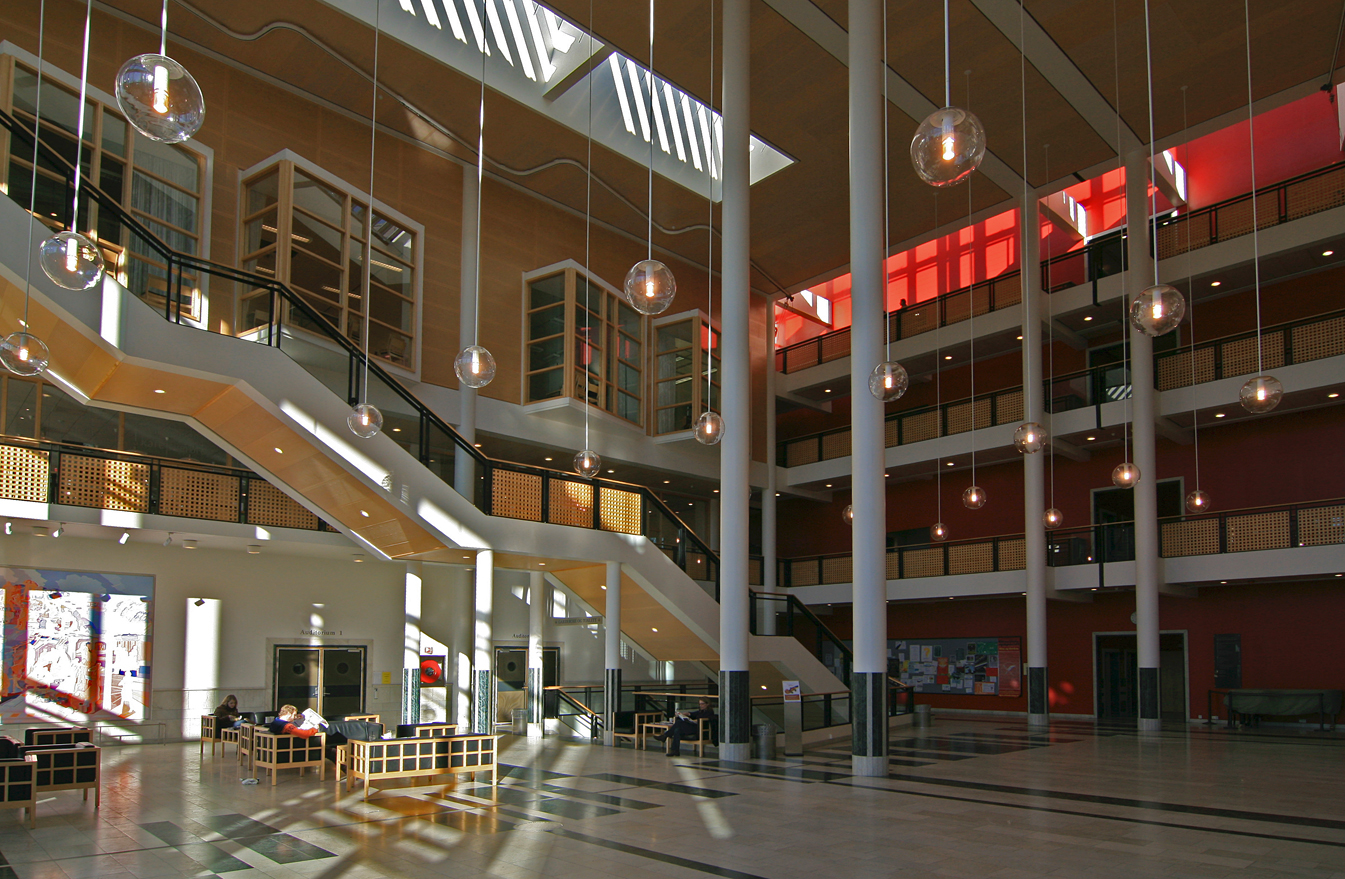
Foyer des Georg-Sverdrup-Hauses